# Sukagawa
Sukagawa (Japans: 須賀川市, Sukagawa-shi) is een stad in de prefectuur Fukushima op het eiland Honshu, Japan. Deze stad heeft een oppervlakte van 279,55 km² en telt begin 2008 ongeveer 80.000 inwoners. De rivieren Abukuma en Shakado lopen door de stad. Sukagawa profileert zich als groene en bloemrijke stad.

## Geschiedenis
In de Edoperiode was Sukagawa een overnachtingsplaats aan de Oshu Kaido, een van de vijf belangrijke wegen uit de periode, voor reizigers tussen Tokio en Tohoku. De stad werd daardoor een handelsstad voor de regio. In de Meijiperiode werd buurgemeente Koriyama, gunstig gelegen aan de spoorlijn, deze rol van Sukagawa deels over.
Sukagawa werd een stad (shi) op 31 maart 1954 na samenvoeging van de gemeente Sukagawa (須賀川町, Sukagawa-machi) met een viertal dorpen (Hamada, Nishibukuro, Inada en Oshioe).
Latere uitbreidingen waren op 10 maart 1955 met het dorp Niida, op 1 februari 1967 met het dorp Ohigashi en op 1 april 2005 met de gemeente Naganuma en het dorp Iwase.

## Verkeer
In Sukagawa ligt de Luchthaven Fukushima (geopend op 20 mei 1993). Deze biedt naast binnenlandse vluchten ook verbindingen met Shanghai en Seoel.
Sukagawa ligt aan de Tōhoku-hoofdlijn en aan de Suigun-lijn van de East Japan Railway Company.
Sukagawa ligt aan de Tohoku-autosnelweg en aan de autowegen 4, 118 en 294.

## Bezienswaardigheden
- Botan En, een tuin met pioenrozen. De eerste tuin stamt uit de tweede helft van de 18e eeuw toen de wortels van de pioen werden gebruikt voor geneesmiddelen.
- Okanbara azaleatuin. Van oorsprong een deel van het 300 jaar oude landgoed van de familie Watanabe.
- Otsuji-Ga-Taki waterval. Een 100 meter brede waterval in de Abukuma in de vorm van het karakter otsu.
- De 80m hoge 'fantoomwaterval'.
- De berg Utsumine (ruim 676m hoog) biedt een prachtig uitzicht over de steden Sukagawa en Kōriyama.
- Otakigawa natuurgebied in de uitlopers van het Ōu-gebergte.
- Midorigaoka stadspark waar jaarlijks het vuur/fakkelfestival Taimatsu Akashi wordt gehouden.
- Goshin tempel waarvan wordt verteld dat deze is opgericht door Honzen Tōtaku Zenji in 1351.
- Resten van kasteel Naganuma.
- Diverse tempels, jinjas en musea.

## Geboren in Sukagawa
- Eiji Tsuburaya (円谷 英二, Tsuburaya Eiji), regisseur voor 'special effects'.
- Kokichi Tsuburaya (円谷 幸吉, Tsuburaya Kōkichi), marathonloper
- Denzen Aodo (亜欧堂 田善, Aōdō Denzen), schilder uit het begin van de 19e eeuw
- Yuki Kadokura (門倉　有希, Kadokura Yuki), zanger

## Stedenbanden
Sukagawa heeft een stedenband met
- Luoyang, China, sinds augustus 1993.

## Aangrenzende steden
- Kōriyama